# Ештон (Ајова)
Ештон (енгл. Ashton) град је у америчкој савезној држави Ајова. По попису становништва из 2010. у њему је живело 458 становника.

## Демографија
Према попису становништва из 2010. у граду је живело 458 становника, што је -3 (-0.7%) становника више него 2000. године.
| Група             | 2000.       | 2010.       |
| Белци             | 455 (98,7%) | 428 (93,4%) |
| Афроамериканци    | 0 (0,0%)    | 6 (1,3%)    |
| Азијати           | 1 (0,2%)    | 1 (0,2%)    |
| Хиспаноамериканци | 3 (0,7%)    | 14 (3,1%)   |
| Укупно            | 461         | 458         |